# Cabaret Desire
Cabaret Desire ist ein spanischer Pornofilm der schwedischen Regisseurin Erika Lust. Der Film erschien 2011. 

## Handlung
An einem magischen, unkonventionellen Ort, dem "Poetry Brothel" treffen sich Menschen um nachts erotische Geschichten zu lesen und vorgelesen zu bekommen. Die Chefin dieses Bordells stellt jeden Gast einem Mann oder einer Frau vor, die die Besucher dann in die Welt des Rezitierens und Geschichtenerzählens mitnehmen. Vier unterschiedliche Geschichten werden in kurzen Filmsequenzen umgesetzt. Eine Kellnerin steht zwischen einem Liebhaber und einer Liebhaberin, ein Mann erzählt von seiner kunstraubenden Mutter, die sich in die Wohnungen fremder Männer schleicht, eine Frau bekommt zum Geburtstag ein Date geschenkt und ein junges Paar findet wieder zusammen.

## Hintergrund
Das Setting des Films wurde vom Poetry Brothel, einem Projekt von The Poetry Society of New York inspiriert. Ziel des Projekts ist es die Dichtkunst aus dem Klassenzimmer durch öffentliche, private oder spontane Lesungen an unkonventionelle und oft erotische Orte zu bringen. Die Vorleser rezitieren dabei nicht privat, sondern schlüpfen in die Rolle einer Kunstfigur. 

## Auszeichnungen
- 2012: Film of the Year (Feminist Porn Awards, Toronto)
- 2012: Audience Choice Award (CineKink Festival, New York)